# Osho (guru)
Osho, Bhagwan Shree Rajneesh właśc. Rajneesh Chandra Mohan Jain (hindi रजनीश चन्द्र मोहन जैन; ur. 11 grudnia 1931 w Kuchwadzie, stan Madhya Pradesh w Indiach, zm. 19 stycznia 1990 w Punie) – hinduski guru. Założyciel ruchu religijnego Neo-Sannyas (którego uczniowie nazywani są sannjasinami).

## Życiorys

### Wczesne lata
Urodził się w relatywnie zamożnej rodzinie, jako najstarszy syn z jedenaściorga dzieci handlarza suknem i ubraniami. Rodzice byli wyznawcami odłamu dżinizmu. Został oddany na wychowanie do dziadków ze strony matki.
Studiował na uniwersytecie w Sagar, który ukończył w 1957 r. uzyskując tytuł magistra filozofii. Później wykładał filozofię w Akademii Sanskrytu w Raipur, a następnie, do 1966 r., już jako profesor, na uniwersytecie w Dżabalpur. W tym czasie, podróżując po Indiach, głosił wykłady i mowy krytykujące socjalizm i Gandhiego.
W 1962 r. zaczął prowadzić w Mount Abu w Radżastanie obozy medytacyjne oraz zakładać pierwsze centra medytacji Jivan Jagruti Kendras (Centrum Budzenia Życia).

### 1968-1973
W roku 1968 wywołał skandal wśród przywódców religijnych, wygłaszając serię wykładów, w których ostro krytykował stosunek hinduskiego społeczeństwa do miłości i seksu, nawołując jednocześnie do zaakceptowania seksualności oraz do pełnej wolności w tej kwestii. Krytykował też instytucję zinstytucjonalizowanej religii, jak i funkcje kapłaństwa. Cykl tych wykładów został później wydany jako książka From Sex to Superconsciousness.
26 września 1970 r. rozpoczął inicjowanie swoich uczniów (neo-sannjasinów), co łączyło się z otrzymaniem przez nich nowego imienia (np. „Swami Satyananda” dla mężczyzn, czy „Ma Dhyan Shama” dla kobiet), noszeniem na szyi mali i medalionu ze zdjęciem Osho, oraz przywdziewaniem tradycyjnej, pomarańczowej lub czerwonej szaty hinduskich mnichów i ascetów (słowo sannjasin oznacza tyle co asceta). Jednakże Osho, świadomie, żadnej ascezy nie zalecał. Noszenie szat i mali obowiązywało do 1985 r.
W 1971 r. zaczął tytułować się Bhagwanem Shree Rajneeshem. W kolejnych latach zdobywał coraz więcej zwolenników, przede wszystkim w USA i Europie Zachodniej.

### 1974-1981
W 1974 r. Osho przeniósł się do zakupionej przez Catherine Venizelos rezydencji maharadży w Koregaon Park, w mieście Poona, dzisiaj Puna. Poona stała się miejscem pielgrzymek z Indii oraz całego świata.
W 1980 r. w trakcie porannego wykładu, hinduski fundamentalista próbując dokonać zamachu, niecelnie rzucił w Osho nożem.
Ashram w Poonie miał pierwotnie zostać przeniesiony do stanu Gujarat w Indiach, co jednak spowodowało sprzeciw od indyjskich urzędów.
Wizytę w ashramie w Punie w tym okresie oraz nauki tego guru, opisuje Lucyna Winnicka w książce Podróż dookoła świętej krowy.

### 1981–1986

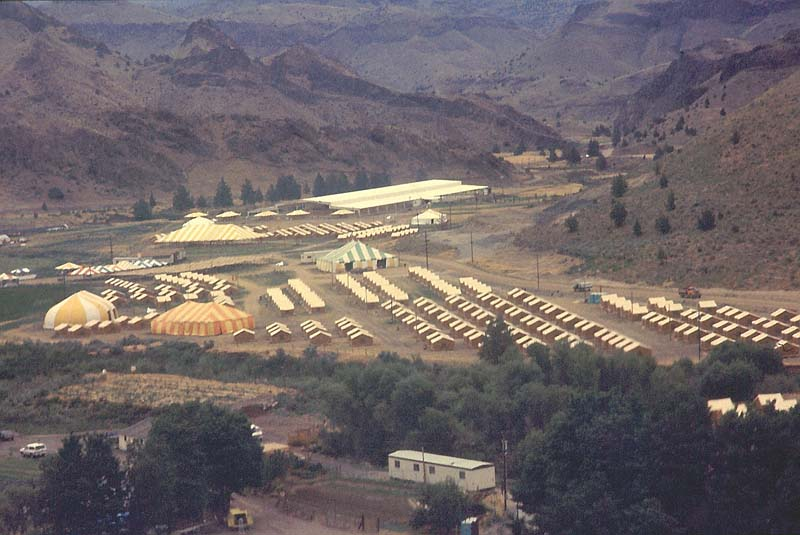
Komuna sannjasinamów w Oregonie, w czasie Master’s Day Festival. Fotografia z 1983 r.

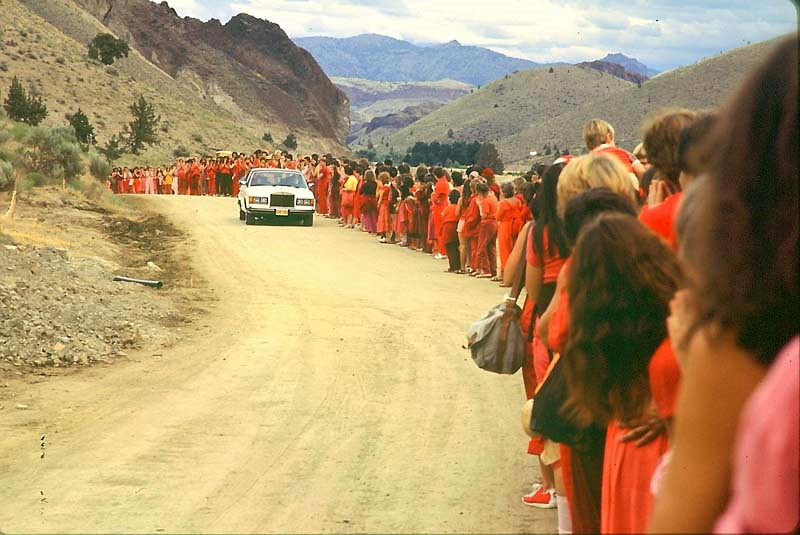
Rajneesh pozdrawiany przez sannjasinów w czasie codziennego przejazdu rolls-royce’em przez komunę Rajneeshpuram. Fotografia z 1982 r.

Wiosną 1981 r., po około 15 latach wygłaszania wykładów rozpoczął trwający trzy i pół roku, tj. do października 1984, okres milczenia. Odbywał tylko satsangi – wspólne siedzenie w ciszy, czasami z odczytami jego wykładów lub muzyką. W lipcu 1985 powrócił do wygłaszania publicznych wykładów.
W połowie 1981 r. wyjechał do USA w celu skorzystania z opieki medycznej. Chorował na astmę, cukrzycę oraz przewlekłe, ostre bóle pleców. Po krótkim okresie spędzonym w Montclair w stanie New Jersey, jego uczniowie kupili za sumę prawie 6 mln dolarów, położone w hrabstwie Wasco w stanie Oregon ranczo o powierzchni 25 tys. ha, pierwotnie znane jako „The Big Muddy”. Przez lata spędzone w Rajneeshpuram zyskał sławę posiadacza kolekcji kilkuset drogich Rolexów oraz wielkiej liczby Rolls-Royce’ów.
Działalność komuny prowadziła do narastającej ilości konfliktów z okolicznymi mieszkańcami oraz władzami stanu Oregon. Jej członkowie mieli dokonać otrucia przedstawicieli władz lokalnych, zakładać podsłuchy wewnątrz komuny, otruć osobistego lekarza Osho oraz próbować wpłynąć na wynik wyborów lokalnych przez zatrucie salmonellą mieszkańców sąsiedniego miasteczka The Dalles w czasie głosowania. W końcu października 1985 r. Osho został aresztowany w Karolinie Północnej. Postawiono mu 34 zarzuty, dotyczące między innymi gróźb karalnych i naruszenia praw emigracyjnych. Zgodził się na wyrok w zawieszeniu, którego warunkiem było opuszczenie Stanów Zjednoczonych.

### 1986-1990
W lipcu 1986 powrócił do Indii.
Wiosną 1988 roku przyjął imię Osho, rezygnując z dotychczasowego Bhagawan.
Zmarł 19 stycznia 1990 z powodu niewydolności krążeniowej. Jego ciało poddano kremacji, a prochy złożono w prywatnym mauzoleum w Punie gdzie działał.

## Poglądy
Osho był przeciwnikiem jakiegokolwiek systemu wiary. Cenił natomiast i zalecał osobistą duchowość, a nie bycie wyznawcą religii – wyraźnie te rzeczy rozgraniczał. Podkreślał wartość autentycznego, osobistego doświadczenia religijnego. Ku temu doświadczeniu prowadzą: bycie świadomym, miłość, medytacja, świętowanie, twórcze działanie oraz radość i śmiech. Mówił, że oświecenie jest naturalnym stanem człowieka, ale uwaga ludzi jest zbyt rozproszona by to zauważyć – rozproszona zwłaszcza przez nieustanne myślenie i ciągłą aktywność umysłu. Powiedział, że nie ma szczególnej różnicy pomiędzy nim a innymi ludźmi, bo podobnie jak ci, którzy nie są teraz oświeceni i on kiedyś nie był oświecony, i tak samo jak on jest oświecony dzisiaj, tak inni będą oświeceni kiedyś.
Wyrażał się bardzo sprawnie zarówno w hindi, jak i w języku angielskim. Mówił o twórcach najróżniejszych tradycji duchowych: Buddzie, Krysznie, Guru Nanaku, Jezusie, Sokratesie, mistrzach zen, Gurdżijewie, jak i o sufizmie, chasydyzmie, tantrze i wielu innych. Głosił, że żaden system myślenia nie jest w stanie go zdefiniować, gdyż uważał, że żadna filozofia nie jest w stanie w pełni wyrazić prawdy.
Sam będąc doświadczonym mówcą, twierdził, że słowa nie są w stanie przekazać jego przesłania. Z drugiej strony głównym powodem, dla którego jednak mówi, jest danie możliwości doświadczenia medytacji słuchaczom.
Zaprzeczał sam sobie. Ale sprzeczności dla niego nie istnieją – tylko wzajemnie uzupełniające się punkty widzenia. Zasadniczo był też przeciwny pojęciu „filozofia” i wyrażał nadzieję, że owe sprzeczności znajdujące się w jego wypowiedziach, na zawsze uniemożliwią potomnym zmontowanie na bazie jego dzieł, jakiejkolwiek filozofii, jakiegokolwiek „-izmu”.
Po wygłoszeniu w końcu lat 60. paru wykładów na temat seksu i seksualności zyskał przydomek „sex guru”. Później zostały one wydane jako kompilacja From Sex to Superconsciousness. Według niego „Dla tantry wszystko jest święte, nie ma niczego, co byłoby bezbożne”, a cała tłumiona moralna seksualność jest daremna i jałowa, jeśli człowiekowi nie dana jest możliwość transcendencji seksu poprzez doświadczenie go całkowicie i świadomie. W 1985 r. powiedział dla bombajskiego tygodnika Illustrated Weekly:
„Nigdy nie żyłem w celibacie. Jeśli ludzie w to wierzą, jest to tylko ich głupota. Zawsze kochałem kobiety – możliwe, że kobiety bardziej niż kogokolwiek innego. Spójrzcie na moją brodę: zrobiła się siwa tak szybko, bo żyłem tak intensywnie, że skompresowałem w pięćdziesięciu, prawie dwieście lat życia.
Taka wypowiedź w ustach osoby tytułowanej Bhagawan jest prowokacyjna, a dla tradycjonalistycznych Hindusów, wręcz obrazoburcza. Osho nazywał jednak swoje wykłady pieprznymi, bądź – dla niektórych – obraźliwymi dowcipami lub komentarzami.

### Osho o medytacji
Według Osho, medytacja nie jest koncentracją: jest rozluźnieniem, puszczeniem. Jest to stan uważności, w którym nie ma miejsca na realizowanie się ego, coś, co wydarza się, gdy ktoś znajduje się w stanie niedziałania. Nie ma tu „jak”, ponieważ „jak” oznacza działanie – brak działania jest tu najbardziej pomocny. Już samo zrozumienie tego, pozwala, by niedziałanie się wydarzyło.
Osho twierdził, że współczesnemu człowiekowi bardzo trudno jest po prostu siedzieć i trwać w medytacji, więc wymyślił tak zwane aktywne techniki medytacji, by przygotować grunt. Najważniejsza z jego technik znana jest dzisiaj jako medytacja dynamiczna i Osho szczególnie ją współczesnemu człowiekowi zalecał jako rodzaj katharsis. Inne techniki medytacji to: Kundalini, Nadabrahma oraz Nataraj.
W późnych latach osiemdziesiątych rozwinął nową grupę terapii medytacyjnych, znanych jako: Mystic Rose (mistyczna róża), Born Again (narodzony na nowo) oraz No-Mind (można to przetłumaczyć na anty-umysł, bez głowy).
Poza własnymi metodami wprowadzał na nowo elementy tradycyjnych technik medytacji (nie należy mylić technik medytacji ze stanem medytacji, czyli samą medytacją). Twierdził, że przy wystarczającej praktyce możliwe jest utrzymanie stanu medytacji w trakcie wykonywania swych codziennych zajęć, a oświecenie nie jest niczym innym jak trwałe pozostawanie w stanie medytacji.

## Kontrowersje
Oskarżany był o założenie destrukcyjnej psycho-sekty, w której członkowie poddawani są manipulacji, praniu mózgów. W Niemczech wprowadzono rządowy program ostrzegający przed niebezpieczną sektą. Jednak w swoim wyroku z 2002 roku niemiecki Trybunał Konstytucyjny na podstawie zaleceń Komisji Specjalnej Bundestagu orzekł, że oficjalnie dopuszczalne jest stosowanie określenia „sekta” w kontekście ówczesnych wydarzeń, lecz jednocześnie nieuprawnionymi są zniesławiające określenia typu „destrukcyjna”, „pseudoreligijna” itp., jak też zarzuty manipulacji członkami grupy.
Określił siebie mianem „guru ludzi bogatych”, twierdząc, że materialne ubóstwo nie posiada wartości duchowych.
W 1985 roku jego była sekretarka Sheela w amerykańskim show 60 Minutes na kanale CBS twierdziła, że Osho zażywał codziennie 60 mg Valium. Osho zapytany o tę kwestię przez dziennikarzy, kategorycznie zaprzeczył.
Jego były uczeń Juliana Lee stwierdził, że „Rajneesh/Osho to najgorsza rzecz, jaka kiedykolwiek przydarzyła się duchowości na zachodzie”.
Według angielskiego psychiatry Anthony’ego Storra Rajneesh w początkowym okresie działalności przekazywał wiele wartościowych treści, jednak jego przypadek jest dowodem prawdziwości maksymy Lorda Actona „władza deprawuje, a władza absolutna deprawuje absolutnie”. Uległ degradacji i „stał się potworem chciwości”. Zawsze był przywódcą, cechowały go arogancja i niechęć do autorytetów. Był wyizolowany, narcystyczny i niezdolny do zbudowania partnerskich relacji.
W 2024 roku powstał film autorstwa Maroesja Perizonius i Alice McShane o tytule "Dzieci sekty" ("Children of the Cult"), ukazujący przyzwolenie na wykorzystywanie seksualne dzieci w komunach sekty Osho. W filmie pokazane są archiwalne sceny ćwiczeń w tak zwanych lochach, których uczestnicy dopuszczają się przemocy i gwałtów. Komuny Osho były miejscem, które przyciągały pedofilów za ogólnym przyzwoleniem wspólnoty i ich guru. Wykorzystywanie nieletnich było na porządku dziennym.

## Publikacje
Bhagwan Shree Rajneesh jest autorem kilkuset książek – według różnych danych ich liczba waha się pomiędzy 400 oryginalnymi tytułami a 750, włączając w to różne kompilacje. Zostały one przetłumaczone na ponad 50 języków. Najpopularniejsze tytuły to: „From Sex to Superconsciousness” (pol. Seks się liczy. Od seksu do nadświadomości); „My Way, the Way of the White Clouds”; „The Book of Secrets”. Książki powstały na podstawie wykładów (w języku hindi), które zostały spisywane oraz nagrywane w formie audio i wideo, przez jego uczniów

### Literatura po polsku
- Osho, a trawa sama rośnie
- Osho, Apteka dla duszy
- Osho, Autobiografia
- Osho, Bliskość. Zaufaj sobie i innym (Agencja Wydawnicza Nowy Horyzont 2006; nowe wydanie Garmond, 2009)
- Osho, Budda drzemie w Zorbie
- Osho, Buntowniczość: najważniejsza cecha (Wydawnictwo Nowy Horyzont, 2011)
- Osho, Dojrzałość. Odpowiedzialność bycia sobą (Agencja Wydawnicza Nowy Horyzont, 2006; nowe wydanie Garmond, 2009)
- Osho, Doświadczenie tantry (Wydawnictwo Nowy Horyzont) – książka z płytą DVD
- Osho, Empatia. Najpiękniejszy rozkwit miłości (nowe wydanie Wydawnictwo Nowy Horyzont)
- Osho, Hsin Hsin Ming (Wydawnictwo KOS 2010)
- Osho, Inteligencja. Twórcza odpowiedź na nasze czasy (nowe wydanie Wydawnictwo Nowy Horyzont)
- Osho, Intuicja. Wiedza wykraczająca ponad logikę (Agencja Wydawnicza Nowy Horyzont 2007; nowe wydanie Garmond, 2009)
- Osho, Karty przemiany według OSHO
- Osho, Kreatywność. Uwolnij swą wewnętrzną moc
- Osho, Księga ego. Wolność od iluzji
- Osho, Księga dzieci. Nie bój się być sobą
- Osho, Księga kobiet: Duchowa księga kobiecości (Agencja Wydawnicza Jacek Santorski & Co, 2008)
- Osho, Księga mądrości. Siedem punktów treningu umysłu (Wydawnictwo KOS, 2010)
- Osho, Księga mężczyzn (Wydawnictwo Jacek Santorski, 2009)
- Osho, Mapy Świadomości
- Osho, Mądrość Piasków
- Osho, Medytacja sztuka ekstazy
- Osho, Medytacja. Podstawy praktyki
- Osho, Miłość, wolność, samotność
- Osho, Naucz się być sobą (Wydawnictwo Nowy Horyzont, 2012)
- Osho, Nirwana
- Osho, Odwaga. Radość niebezpiecznego życia
- Osho, Osho Zen Tarot
- Osho, Podróż w nieznane. O życiu i umieraniu (Garmond, 2009)
- Osho, Ponad Marsem i Wenus. O różnicach między kobietą i mężczyzną (Wydawnictwo Nowy Horyzont, 2011)
- Osho, Psychologia Ezoteryki
- Osho, Radość. Poczucie szczęścia, które masz w sobie (nowe wydanie Wydawnictwo Nowy Horyzont)
- Osho, Seks się liczy
- Osho, Siedem ciał człowieka – czyli rzecz o naturze snów
- Osho, Spotkania z wyjątkowymi ludźmi (Wydawnictwo Nowy Horyzont, 2009) – książka z płytą DVD
- Osho, Świadomość
- Osho, Świadomość. Klucz do życia w równowadze
- Osho, Tantra, najwyższe zrozumienie
- Osho, Techniki medytacji praktyczny poradnik
- Osho, Transformacja przez tantrę (Wydawnictwo Nowy Horyzont) – książka z płytą DVD
- Osho, Trzecie oko – brama postrzegania pozazmysłowego
- Osho, Ukryte Tajemnice
- Osho, Wejdź głębiej, bądź naturalny, sięgnij wyżej. Seks, wina i transcendencja (Wydawnictwo Nowy Horyzont, 2011)
- Osho, Wielka Księga Sekretów – 112 medytacji pozwalających odkryć Twoją tajemnicę (Wydawnictwo Czarna Owca, 2011)
- Osho, Wielkie wyzwanie
- Osho, Wolność. Odwaga bycia sobą (nowe wydanie Wydawnictwo Nowy Horyzont)
- Osho, Wychować nowe dziecko. Wolność, szacunek i rozwijanie inteligencji (Wydawnictwo Nowy Horyzont, 2011)
- Osho, Zaratustra. Bóg który tańczyć potrafi
- Osho, Zdrowie emocjonalne

#### Publikacje polskich autorów
- Artur Hrehorowicz: Wizja człowieka u Osho. Olsztyn: Eryk Kowalczyk, 2016. ISBN 978-83-935003-3-8. Brak numerów stron w książce
- Artur Hrehorowicz, Aksjologiczne źródła etyki, „Humanistyka i Przyrodoznawstwo”, 2017, nr 23, s. 253–271.
- Artur Hrehorowicz, Filozoficzne podstawy koncepcji samorealizacji człowieka w myśli Osho, „Edukacja Filozoficzna”, 2021, nr 71, s. 139–165.
- Artur Hrehorowicz, Nietzschean  Accents in the Work of Shree Rajneesh (Osho),  „Humanistyka i Przyrodoznawstwo", 2023, nr 29, s. 53-75.
- Artur Hrehorowicz, Pojęcie dobra i wartości według Osho, „Humanistyka i Przyrodoznawstwo”, 2021, nr 27, s. 33-49.
- Artur Hrehorowicz, The Meaning of the Concept of Love According to Shree Rajneesh (Osho), „Humanistyka i Przyrodoznawstwo", 2024, nr 30, s. 53-70.
- Jacek Sieradzan: Ośo Radżniś[37], czyli szaleństwo jako metoda. W: Jacek Sieradzan: Od kultu do zbrodni. Ekscentryzm i szaleństwo w religiach XX wieku. Wydawnictwo KOS, 2006, s. 115–189. ISBN 83-60528-05-5.
- Katarzyna Skowronek, Konstrukcje przyszłości w popularnych poradnikach psychologicznych (typu self-help), „Prace Kulturoznawcze", 2013, nr 15, s. 257-269.

### Literatura po angielsku

#### autobiograficzne
- Osho, Autobiography of a Spiritually Incorrect Mystic (St. Martin’s Griffin) 2001 ISBN 0-312-28071-8.
- Osho, Glimpses of a Golden Childhood (Rajneesh Foundation International) 1985 ISBN 0-88050-715-2; new edition (Rebel Publishing House) 1998 ISBN 81-7261-072-6.

#### innych autorów
- Sue Appleton, Bhagwan Shree Rajneesh: The Most Dangerous Man Since Jesus Christ (Rebel Publishing House) 1987 ISBN 3-89338-001-9.
- Harry Aveling (ed.), Osho Rajneesh and His Disciples: Some Western Perceptions (Motilal Banarsidass(inne języki)) 1999 ISBN 81-208-1598-X (Hardcover); ISBN 81-208-1599-8 (Paperback)
- Ma Satya Bharti, Death Comes Dancing: Celebrating Life With Bhagwan Shree Rajneesh (Routledge) 1981 ISBN 0-7100-0705-1.
- Satya Bharti Franklin, The Promise of Paradise: A Woman’s Intimate Story of the Perils of Life With Rajneesh (Station Hill Press) 1992 ISBN 0-88268-136-2.
- Lewis F. Carter, Charisma and Control in Rajneeshpuram: A Community without Shared Values (Cambridge University Press) 1990 ISBN 0-521-38554-7.
- Frances FitzGerald, Cities on a Hill: A Journey Through Contemporary American Cultures (Simon & Schuster) 1986 ISBN 0-671-55209-0 (includes a section on Rajneeshpuram(inne języki) previously published in two parts in The New Yorker magazine, Sept. 22 and Sept. 29 1986 editions)
- Juliet Forman, Bhagwan: One Man Against the Whole Ugly Past of Humanity (Rebel Publishing House) 2002 ISBN 3-89338-103-1.
- Judith M. Fox, Osho Rajneesh. Studies in Contemporary Religion Series, No. 4 (Signature Books(inne języki)) 2002 ISBN 1-56085-156-2 Excerpts available here
- Tim Guest, My Life in Orange: Growing up with the Guru (Harvest Books) 2005 ISBN 0-15-603106-X.
- Bernard Gunther, Swami Deva Amit Prem, Dying for Enlightenment: Living with Bhagwan Shree Rajneesh (Harper & Row(inne języki)) 1979 ISBN 0-06-063527-4.
- Rosemary Hamilton, Rosemary Lansdowne, Hell-bent for Enlightenment: Unmasking Sex, Power, and Death With a Notorious Master (White Cloud Press) 1998 ISBN 1-883991-15-3.
- Win McCormack, Oregon Magazine: The Rajneesh Files 1981-86 (New Oregon Publishers, Inc.) 1985 ASIN B000DZUH6E
- George Meredith, Bhagwan: The Most Godless Yet the Most Godly Man (Rebel Publishing House) 1988 ASIN B0000D65TA (by Osho’s personal physician)
- Hugh Milne, Bhagwan: The God that Failed (St. Martin’s Press) 1987 ISBN 0-312-00106-1 (by Osho’s one-time bodyguard)
- Bob Mullan, Life as Laughter: Following Bhagwan Shree Rajneesh (Routledge & Kegan Paul Books Ltd) 1984 ISBN 0-7102-0043-9.
- Donna Quick, A Place Called Antelope: The Rajneesh Story (August Press) 1995 ISBN 0-9643118-0-1.
- Ma Prem Shunyo, My Diamond Days with Osho: The New Diamond Sutra (Full Circle Publishing Ltd) 2000 ISBN 81-7621-036-6.